# Астраханское восстание
Астраханское восстание или Астраханский бунт — восстание стрельцов, казаков, солдат, посадских, работных и беглых людей, происшедшее в городе Астрахань и его окрестностях в 1705—1706 годах.

### Причины восстания
К 1705 году город Астрахань был крупным торгово-промышленным центром с разнообразным как социальным, так и национальным населением. Рыбные промыслы и в особенности судоходство привлекали сюда множество пришлых работных людей. Помимо этого, через Астрахань шла восточная торговля России, поэтому в городе всегда было много русских, армянских, персидских, среднеазиатских и иных купцов. В городе стоял крупный гарнизон, насчитывавший 3650 человек, здесь было немало опальных стрельцов, сосланных из Москвы после подавления последнего стрелецкого бунта.
К причинам восстания историки относят усиление произвола и насилия со стороны местной администрации, введение новых налогов и жестокость астраханского воеводы Тимофея Ржевского. Все виды городской торговли, в том числе и мелочная, подлежали обложению, причём нередко сумма сборов превышала стоимость продаваемых товаров. С прибывавших в город судов взыскивали привальные и отвальные, с горожан взимали налоги на погребы, печи, бани и варку пива. Воевода Ржевский сдал на откуп торговлю хлебом и сам же вступил в долю с откупщиками, что вызвало резкое повышение цен на хлеб и другие продукты питания.
В этих условиях в солдатско-стрелецко-казацкой среде возникла мысль о бунте (восстании) и сформировался заговор, среди зачинщиков мятежа находились представители разных городов и профессий, а также пятидесятники стрелецких полков и сержанты солдатского полка, активными участниками которого стали Г. Артемьев, Г. Агаев, земский бурмистр Гаврила Ганчиков, стрелец Иван Шелудяк, богатый ярославский купец и астраханский рыбопромышленник Яков Носов. Поводом для бунта (восстания) послужил царский указ, запрещавший носить бороды и русское платье (выступление «за попранную старину»).

### Ход восстания
Восстание, вспыхнувшее в ночь на 30 июля (10 августа), возглавили стрельцы Иван Шелудяк и Прохор Носов, купец Яков Носов и другие. К восставшим присоединились городская беднота, работные люди рыбных и соляных промыслов, бурлаки, приезжие торговцы. 
Солдаты и стрельцы захватили Астраханский кремль. Был создан новый аппарат административного управления и проведено народное собрание («казачий круг») на Соборной площади в кремле.  Выступление Шелудяка, объяснившего народу причины восстания, встретило полную поддержку. На кругу был вынесен ряд решений, в том числе о конфискации имущества бывших начальников. На круг был приведён скрывавшийся в курятнике воевода Ржевский и здесь же казнён. 
Имущество казнённого воеводы и дворян было конфисковано, а ненавистные офицеры и дворяне убиты на месте или казнены по решению круга. Круг отменил введённые при Ржевском налоги, из конфискованной казны выдал стрельцам жалованье, отменил указ о ношении иностранного платья и брадобритии, а также принял меры к расширению района бунта. К восставшим вскоре примкнули Красный Яр, Чёрный Яр, Гурьев и Терки.
Кроме того, активно обсуждался вопрос о походе на Москву, однако всё закончилось организованным вскоре походом атамана Дериглаза (900 человек) на Царицын, не принёсшим никаких результатов: стрельцы вернулись в Астрахань, встретив сопротивление правительственных войск.
Пётр I приказал фельдмаршалу Борису Шереметеву немедленно подавить бунт, для чего были выделены формирования численностью около 3000 человек. Помощь в подавлении восстания оказала и калмыцкая конница хана Аюки. 11 марта 1706 года Шереметев овладел подступами к городу, чуть позже взял город штурмом и принудил участников восстания запереться в каменном кремле, откуда они с успехом отстреливались. Затем, 12 марта, приказал войскам отойти под прикрытие валов земляного города, приступил к бомбардированию кремля, после чего сначала 12 марта вышли с повинной стрелецкие пятидесятники и десятники, а 13 (24) марта царские войска под командованием Шереметева штурмом овладели кремлем, разгромив восставших. 

### Результаты
Первоначально участникам восстания и даже их предводителям была обещана амнистия, но вскоре начались аресты. Повстанцев стали направлять в Москву для следствия, суда и наказания. Всего в Москве в разное время за участие в восстании было казнено и умерло от пыток 365 астраханцев.